# ناوشکن لپانتو
ناوشکن لپانتو (به انگلیسی: Spanish destroyer Lepanto) یک کشتی بود که طول آن 101.00 m و ارتفاع آن 6.02 بود. این کشتی در سال ۱۹۳۰ ساخته شد.